# Boimorto
Boimorto là một đô thị của Tây Ban Nha ở tỉnh A Coruña, ở cộng đồng tự trị Galicia. Đô thị này có diện tích 82,71 km², dân số 2.486 (ước năm 2004), mật độ dân số 30,06 người/km². Tọa độ của đô thị này là: 43º 00' 27" độ vĩ bắc - 8º 07' 37" độ kinh tây. Đô thị này nằm ở độ cao 500 m trên mực nước biển, cách La Coruña 47 km. Mã số bưu chính là 15818, mã vùng điện thoại: 981.

## Các giáo khu
| - Andabao (San Martiño) - Os Ánxeles (Santa María) - Arceo (San Vicenzo) - Boimil (San Miguel) - Boimorto (Santiago) - Brates (San Pedro) - Buazo (Santa María) | - Cardeiro (San Pedro) - Corneda (San Pedro) - Dormeá (San Cristovo) - Mercurín (San Xoán) - Rodieiros (San Simón) - Sendelle (Santa María) |

## Dân số
| Thay đổi dân số của đô thị từ năm 1991 đến 2004 | Thay đổi dân số của đô thị từ năm 1991 đến 2004 | Thay đổi dân số của đô thị từ năm 1991 đến 2004 | Thay đổi dân số của đô thị từ năm 1991 đến 2004 |
| ----------------------------------------------- | ----------------------------------------------- | ----------------------------------------------- | ----------------------------------------------- |
| 2004                                            | 2001                                            | 1996                                            | 1991                                            |
| 2486                                            | 2522                                            | 2722                                            | 2999                                            |